# Ched Evans
Pour les articles homonymes, voir Evans.
Chedwyn Michael Evans, né le 28 décembre 1988, est un footballeur international gallois qui joue à Fleetwood Town.
Alors qu'il joue au poste d'attaquant avec l'équipe anglaise de Sheffield United, il est emprisonné en 2012 pour une affaire de viol. Innocenté, il revient au football en 2016 à Chesterfield et rejoint à nouveau Sheffield United, promu en D2, en 2017.

## Biographie

### En club
Evans commence sa carrière à Rhyl avant d'être détecté par le recruteur anglais John Reardon qui le fait venir à Chester City. Evans reste quelques années à Chester City, marquant beaucoup de buts dans les équipes de jeunes du club.

#### Manchester City
Sur les conseils de Reardon, Manchester City le contacte et le fait signer en 2002. Durant la saison 2006-07, Evans marque 16 buts en 23 matchs au niveau académique, et 6 buts en 10 titularisations dans la Premier League Reserve.
Le 25 septembre 2007, il joue son premier match pro avec Manchester City en Carling Cup contre Norwich City (1-0) en rentrant à la 79e minute à la place de Geovanni. Ironie du sort, puisque Norwich City sera son futur club.
Le 21 novembre 2007, Evans est prêté à Norwich City en deuxième division anglaise jusqu'au mois de janvier 2008. Il joue son premier match sous ses nouvelles couleurs le 27 novembre contre Blackpool (3-1) en rentrant à la 66e minute à la place de Jamie Cureton. Il marque son premier but seulement deux minutes après sa première titularisation contre Plymouth Argyle (2-1) du droit. Après 9 matchs pour 2 buts il retourne à Manchester car son prêt se termine au mois de janvier.
Mais le coach de Norwich Glenn Roeder fait plusieurs demandes à Manchester afin de conserver Ched plus longtemps. Après plusieurs discussions, Ched reste finalement à Norwich jusqu'à la fin de saison 2007-08. Cependant le coach de Manchester de l'époque Sven-Göran Eriksson ne souhaite pas le vendre et veut le garder pour la saison suivante.
À la fin de saison, Evans totalise 10 buts en 28 matchs pour 20 titularisations. 
Evans fait ses débuts en Premier League avec Manchester City le 17 août 2008 pour l'ouverture de la saison 2008-09, contre Aston Villa (2-4) en étant titulaire puis remplacé par Valeri Bojinov à la 80e minute. Evans marque son premier but en première division le 21 septembre contre Portsmouth (6-0) : il marque le cinquième but de son équipe.
Il réussit son tir au but contre les Danois d'AaB Ålborg lors des huitièmes de finale de la Coupe UEFA 2008-2009.

#### Sheffield United
Le 24 juillet 2009, il signe dans le club de Sheffield United pour 3M£ où il reste jusqu'en avril 2012.
Le 20 juin 2016, il rejoint Chesterfield alors toujours en D3. Le club est relégué en fin de saison. Il rejoint à nouveau Sheffield United, en D2.

### Fleetwood Town
Le 20 juillet 2018, il est prêté à Fleetwood Town, évoluant en D3.
Le 6 août 2019, il rejoint de manière permanente Fleetwood Town.
Le 6 janvier 2021, il est prêté à Preston North End.

### Emprisonnement
En avril 2012, il comparaît devant le tribunal de Caernarfon pour une affaire présumée de viol survenue à l'hôtel Premier Inn de Rhyl (Denbighshire) le 30 mai 2011. Accusé en compagnie d'un autre footballeur, Clayton McDonald, de Port Vale, d'avoir violé une jeune femme de 19 ans en état d'ivresse profonde, Ched Evans, alors âgé de 23 ans, est déclaré coupable, tandis que McDonald est innocenté. Immédiatement, l'international gallois est incarcéré pour une durée de cinq ans. Il est libéré à la moitié de sa peine, le 17 octobre 2014. 
Ayant toujours clamé son innocence, il est finalement relaxé le 14 octobre 2016 par la cour d'assise de Cardiff.

### Vie privée
Fiancé depuis 2011 avec sa compagne Natasha Massey, ils deviennent parents le 12 janvier 2016 alors qu'il est au chômage, aucun club ne voulant l'embaucher, avant qu'il ne rejoigne le club de Chesterfield en juin.

### Carrière internationale
Après avoir joué quelques matchs avec l'équipe des moins de 19 ans du pays de Galles, Evans est capitaine des Espoirs gallois. Le 20 novembre 2007, il marque un triplé contre les Espoirs français. Il devient seulement le quatrième joueur gallois à réaliser cet exploit après John Hartson, Craig Davies et Lee Jones (en).
Il fait ses débuts et marque avec l'équipe première galloise le 28 mai 2008 contre l'Islande (1-0) en rentrant à la 41e minute à la place de Carl Fletcher, il marque même son premier but en sélection.

## But international
|    | Date        | Lieu                                 | Adversaire | Résultat | Compétition  |
| -- | ----------- | ------------------------------------ | ---------- | -------- | ------------ |
| 1. | 28 mai 2008 | Laugardalsvöllur, Reykjavik, Islande | Islande    | 1-0      | Match amical |

## Distinction personnelle
Sheffield United
- League One
  - Meilleur joueur du mois : mars 2012[5]
- 2012 Membre de l'équipe type de League One en 2011-2012.

## Statistiques détaillées
| Saison      | Club             | Pays           | Championnat         | Coupes nationales | Coupes d’Europe | Sélection Pays de Galles |
| ----------- | ---------------- | -------------- | ------------------- | ----------------- | --------------- | ------------------------ |
| 2007 - 2008 | Manchester City  | Premier League | -                   | 1 match           | -               | -                        |
| 2007 - 2008 | Norwich City     | Championship   | 28 matchs / 10 buts | -                 | -               | 2 matchs / 1 but         |
| 2008 - 2009 | Manchester City  | Premier League | 16 matchs / 1 but   | 1 match           | 8 matchs (C3)   | 8 matchs                 |
| 2009 - 2010 | Sheffield United | Championship   | 33 matchs / 4 buts  | 3 matchs          | -               | 2 matchs                 |
| 2010 - 2011 | Sheffield United | Championship   | 34 matchs / 9 buts  | 1 match           | -               | 1 match                  |
| 2011 - 2012 | Sheffield United | League One     | 36 matchs / 29 buts | 6 matchs / 6 buts | -               | -                        |

Dernière mise à jour le 21 avril 2012